# Конніот (Огайо)
Конніот (англ. Conneaut) — місто (англ. city) в США, в окрузі Ештабула штату Огайо. Населення — 12 318 осіб (2020).

## Географія
Конніот розташований за координатами 41°55′38″ пн. ш. 80°34′6″ зх. д. / 41.92722° пн. ш. 80.56833° зх. д. (41.927299, -80.568382).  За даними Бюро перепису населення США в 2010 році місто мало площу 68,43 км², з яких 68,26 км² — суходіл та 0,17 км² — водойми.

## Демографія
Згідно з переписом 2010 року, у місті мешкала 12 841 особа в 4740 домогосподарствах у складі 3034 родин. Густота населення становила 188 осіб/км².  Було 5702 помешкання (83/км²).
Расовий склад населення:
| - 89,8 % — білих - 7,5 % — чорних або афроамериканців - 0,4 % — азіатів - 0,2 % — корінних американців |

До двох чи більше рас належало 1,8 %. Частка іспаномовних становила 1,8 % від усіх жителів.
За віковим діапазоном населення розподілялося таким чином: 20,2 % — особи молодші 18 років, 64,1 % — особи у віці 18—64 років, 15,7 % — особи у віці 65 років та старші. Медіана віку мешканця становила 39,6 року. На 100 осіб жіночої статі у місті припадало 119,5 чоловіків;  на 100 жінок у віці від 18 років та старших — 124,2 чоловіків також старших 18 років.
Середній дохід на одне домашнє господарство  становив 41 214 долари США (медіана — 33 396), а середній дохід на одну сім'ю — 49 443 долари (медіана — 41 944). Медіана доходів становила 32 824 долари для чоловіків та 26 832 долари для жінок. За межею бідності перебувало 22,1 % осіб, у тому числі 31,7 % дітей у віці до 18 років та 12,3 % осіб у віці 65 років та старших.
Цивільне працевлаштоване населення становило 4551 осіб. Основні галузі зайнятості: виробництво — 27,2 %, освіта, охорона здоров'я та соціальна допомога — 18,8 %, роздрібна торгівля — 15,1 %.